# Marko Winter

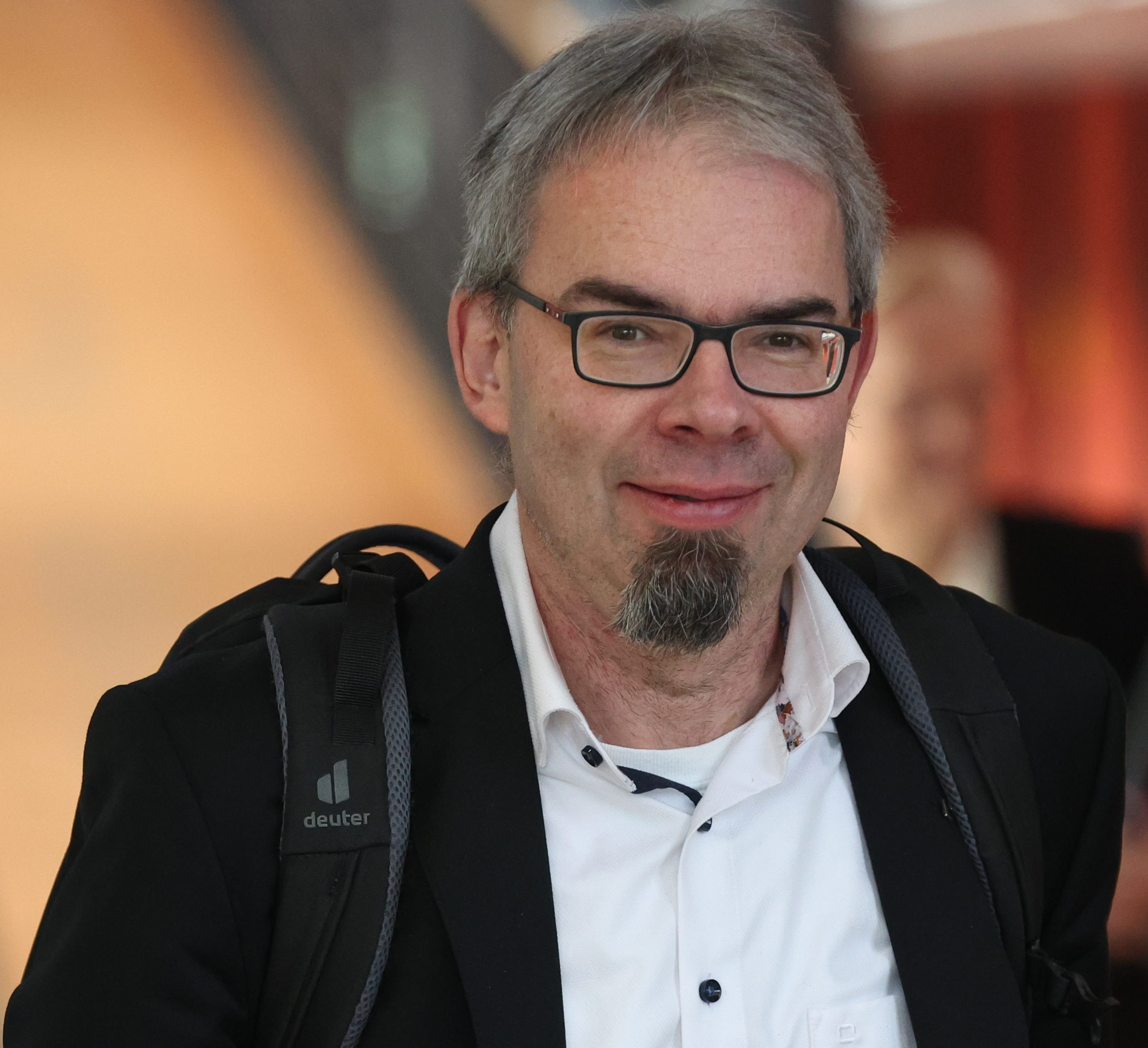
Marko Winter (2024)

Marko Winter (* 1973 in Rochlitz) ist ein deutscher Politiker (AfD). Er ist seit Oktober 2024 Mitglied des Sächsischen Landtags.

## Leben und Beruf
Winter absolvierte von 1990 bis 1993 eine Ausbildung zum Kaufmann im Einzelhandel. 1995 bis 1998 machte er sein Abitur auf dem zweiten Bildungsweg im Freiberg-Kolleg. Danach studierte er Informationstechnik an der Staatliche Studienakademie Glauchau (damals Berufsakademie). Das Studium schloss er als Diplom-Ingenieur (BA) ab. Danach arbeitete er in Unternehmen der Gebäudeautomation und Automatisierungstechnik.
Winter lebt in Freiberg und hat zwei Kinder. Er engagiert sich in einer evangelischen Freikirche und in verschiedenen Vereinen.

## Politik
Er ist seit 2013 Mitglied der AfD. Seit 2014 ist er Stadtrat in Freiberg und seit 2019 Kreisrat in Mittelsachsen. Zwischen 2019 und 2024 war er Vorsitzender der Freiberger AfD-Stadtratsfraktion. Über die kommunalen Mandate ist er Aufsichtsrat in verschiedenen kommunalen Unternehmen.
Marko Winter wurde zur Landtagswahl 2024 im Wahlkreis Mittelsachsen 1 direkt gewählt. Er ist Mitglied im 1. Untersuchungsausschuss Corona, sowie im Haushalts- und Finanzausschuss und im Ausschuss für Wissenschaft, Hochschule, Medien, Kultur und Tourismus.